# Naschmarkt

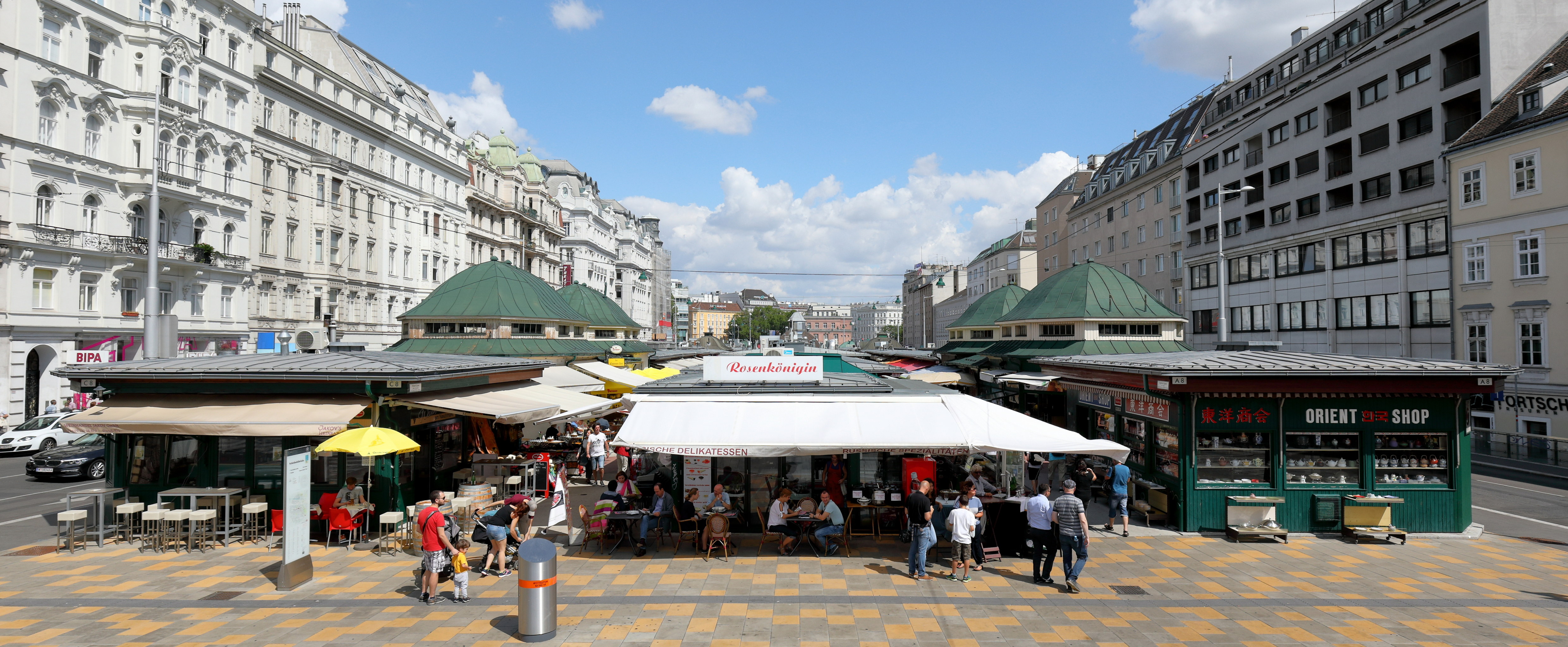
Puesto típico de venta en el Naschmarkt

El Naschmarkt es el mercado callejero más popular de Viena. Ubicado en la calle Wienzeile, se extiende aproximadamente 1,5 kilómetros. 
El Naschmarkt existe desde el siglo XVI. Entonces se vendían principalmente botellas de leche. A partir de 1793, todas las frutas y vegetales que llegaban a Viena en carro tenían que venderse en el Naschmarkt. Por el contrario, los productos que llegaban por el Danubio se vendían en otros lugares de la ciudad. Hoy en día, se pueden comprar en él fruta y vegetales frescos de todo el mundo, especias exóticas, queso, pan, Kaisersemmeln, tartas, carnes y mariscos varios. También hay multitud de pequeños restaurantes que ofrecen, por ejemplo, sushi, kebab, pescado, marisco y comida tradicional de Viena como el Kaiserschmarrn o las Palatschinken. También hay puestos que venden ropa y complementos. Todos los sábados desde 1977 el mercado se extiende más allá de la Wienzeile sobre un área adyacente, donde tiene lugar un Flohmarkt (una especie de rastro).
La atmósfera única del Naschmarkt es famosa fuera de las fronteras de Viena, y un gran número de turistas lo visita cada año.

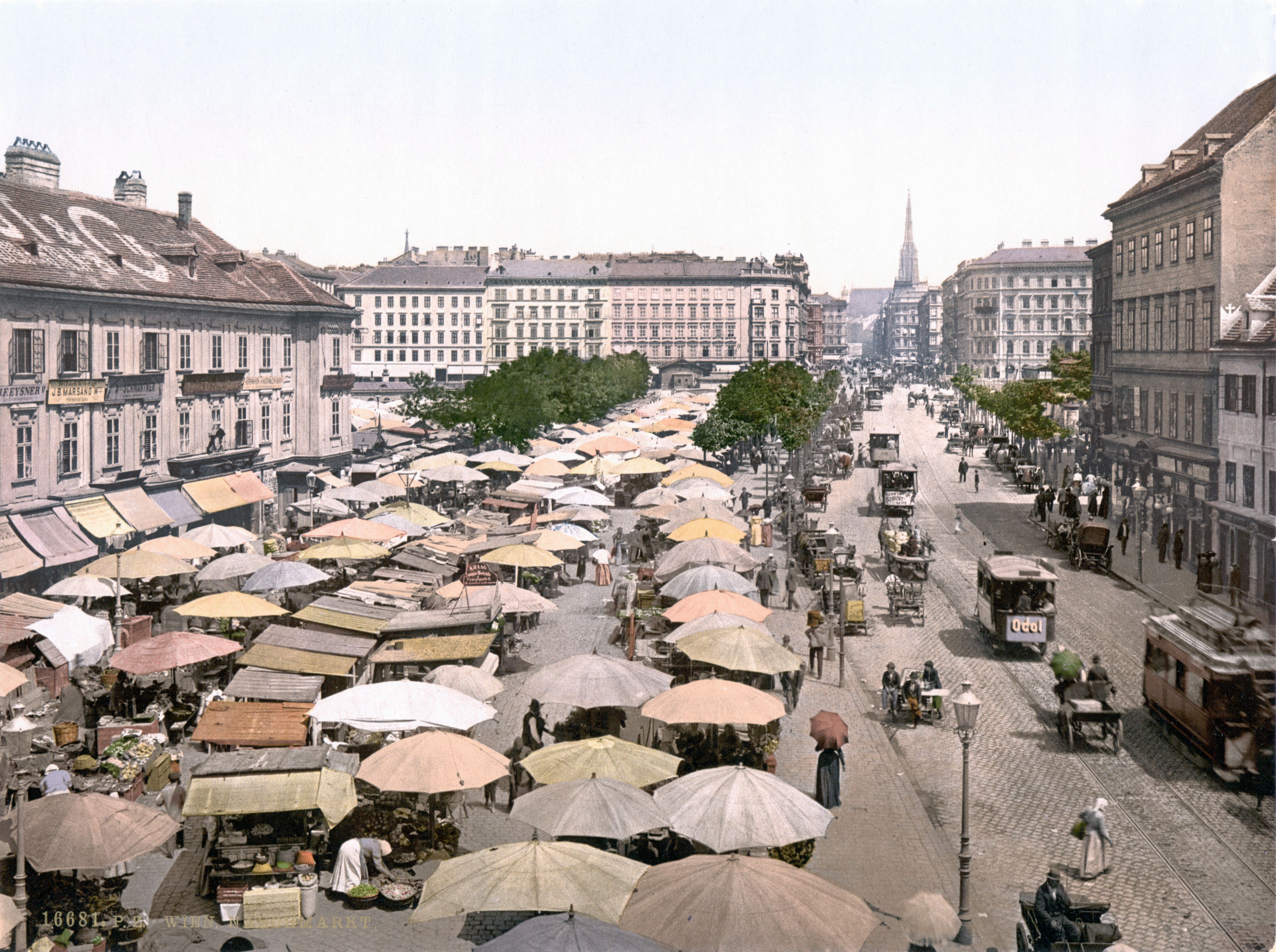
El Naschmarkt en 1900